# 1885
Промислова революція •  Колоніальні імперії •  Національно-визвольні рухи • Робітничий рух

## Геополітична ситуація
У Росії царює імператор Олександр III (до 1894). Російській імперії належить більша частина України, значна частина Польщі, Бессарабія, Закавказзя, Фінляндія, Бухарське ханство, Хівинське ханство. Україну розділено між двома державами — Королівство Галичини та Володимирії належить Австро-Угорщині, Правобережжя, Лівобережжя та Крим — Російській імперії.
В Османській імперії править султан Абдул-Гамід II (до 1909). Під владою османів перебувають Близький Схід, Середземноморське узбережжя Північної Африки частина Балкан, автономна Болгарія.
В Австро-Угорщині править Франц-Йосиф I (до 1916). Імперія охоплює, крім австрійських та угорських земель, Хорватію, Трансильванію, Богемію. Німецьку імперію очолює Вільгельм I (до 1888). Німецька імперія має колонії в Африці. Баварське королівство — Людвіг II (до 1886).
У Франції при владі Третя французька республіка. Франція має колонії в Алжирі, Карибському басейні, Південній Америці в Індокитаї. Королівство Іспанія формально очолив неповнолітній Альфонс XIII (до 1931). Іспанії належать частина островів Карибського басейну, Філіппіни. У Португалії править Луїш I (до 1889). Португалія має володіння в Африці, Індії, Індійському океані й Індонезії.
У Великій Британії триває Вікторіанська епоха — править королева Вікторія (до 1901). Британська імперія має колонії в Північній Америці, на Карибах, в Африці та в Індостані. Королівство Нідерланди очолює Віллем III (до 1890). Король Данії та Норвегії — Кристіан IX (до 1906), Оскар II сидить на шведському троні (до 1907), на троні Королівства Італія — Умберто I (до 1900).
Бразильську імперію очолює Педру II (до 1889). Гровер Клівленд обіймає посаду президента США. Територію на півночі північноамериканського континенту займає Канадська конфедерація (домініон Великої Британії), територія на півдні континенту належить Мексиці.
В Ірані при владі Каджари. Владу над Індостаном утримує Британська корона. У Бірмі править династія Конбаун, у Сіамі — династія Чакрі. У Китаї володарює Династія Цін. У Японії триває період Мейдзі.

## Події

### В Україні
- Олександр Кониський і Микола Лисенко написали пісню «Молитва за Україну».
- У Харкові засновано технічний інститут.
- У Львові виникла політична організація Народна рада.

### У світі
- 26 січня загони лояльні до магді Мухаммад Ахмад захопили Хартум. Британський губернатор Чарльз Джордж Гордон загинув.
- 5 лютого бельгійський король Леопольд II заснував Вільну Конго.
- 4 березня Гровер Клівленд присягнув як президент США.
- 26 березня у Канаді спалахнуло Північно-Західне повстання. Воно завершилося 3 червня поразкою повстанців.
- 23 червня прем'єр-міністром Великої Британії став Роберт Ґаскойн-Сесіл Солсбері.
- 18 вересня відбулося Об'єднання Болгарії — до її складу увійшла Східна Румелія.
- 30 вересня британці приєднали бурську республіку Стеллаленд до Британського Бечуаналенду.
- У листопаді почалася Третя англо-бірманська війна.
- З 14 по 28 листопада тривала Сербсько-болгарська війна.

### У суспільному житті
- Чарлз Доу почав друкувати промисловий індекс Доу-Джонса.
- Завершилося будівництво першого хмарочоса — Будинку домашнього страхування у Чикаго.
- Засновано
  - Технологічний інститут Джорджії.
  - Партію Індійський національний конгрес.
- Почали продавати безалкогольний напій Dr Pepper.

### У науці та техніці
- Йоганн Якоб Бальмер відрив серію спектральних ліній випромінювання атома водню у видимому світлі (серію Бальмера).
- Луї Пастер та Еміль Ру випробували вакцину від сказу.
- Карл Бенц виготовив Benz Patent-Motorwagen, який вважається першим у світі автомобілем.
- Готтліб Даймлер отримав патент на перший у світі мотоцикл.
- Джон Кемп Старлі винайшов безпечний велосипед.

### У мистецтві
- Еміль Золя опублікував роман «Жерміналь».
- Гі де Мопассан надрукував роман «Любий друг».
- Генрі Райдер Гаґґард видав «Копальні царя Соломона».
- Вінсент ван Гог написав картину «Їдці картоплі».

### У спорті
- Футбольна асоціація визнала професіональних гравців.

## Народились
Див. також Категорія:Народились 1885
- 7 лютого — Сінклер Льюїс, американський письменник
- 24 лютого — Честер Німіц, американський адмірал, командувач об'єднаним Тихоокеанським флотом союзників у період 2-ї Світової війни
- 26 липня — Андре Моруа, французький письменник
- 11 вересня — Девід Герберт Лоуренс, англійський письменник, есеїст.
- 7 жовтня — Бор Нільс, данський фізик-теоретик, творець першої квантової теорії будови атома, один з основоположників квантової механіки, лауреат Нобелівської премії з фізики 1922.

## Померли
Див. також Категорія:Померли 1885